# バークホルデリア目
バークホルデリア目（ーもく、Burkholderiales）はPseudomonadota門ベータプロテオバクテリア綱に属する目の1つである。他のPseudomonadota門細菌と同様、グラム陰性である。
バークホルデリア属とボルデテラ属の種など、いくつかの病原性の細菌が含まれる。オキサロバクター属や、それと近縁な属も含まれ、それらはシュウ酸を炭素源として利用できる点で珍しい。

## 下位分類（科）
バークホルデリア目に含まれる科を以下にまとめる(2024年7月現在)。
- Alcaligenaceae　アルカリゲネス科

De Ley et al. 1986
- Burkholderiaceae　バークホルデリア科

Garrity et al. 2006 (IJSEMリストに記載 2006)
- Comamonadaceae　コマモナス科

Willems et al. 1991 (IJSEMリストに記載 1995)
- Oxalobacteraceae　オキサロバクター科

Garrity et al. 2006 (IJSEMリストに記載 2006)
- Sutterellaceae　サテレラ科

Morotomi et al. 2011 (IJSEMリストに記載 2011)